# 大分市立中島小学校
大分市立中島小学校（おおいたしりつ なかしましょうがっこう）は、かつて大分県大分市中島西二丁目にあった公立小学校である。

## 概要
大分市の中心部に位置し、商業地域やオフィス街、官公街に近接していた。また、大分県最大の歓楽街である都町とも近かった。
1950年代は児童数が約2,200人に及ぶ大規模校だったが、閉校時の2016年度には約300人に減少していた。卒業生の総数は、13,281人。
教育方針として、「地域に開かれ、信頼される学校」を掲げていた。

## 統合
同じ大分市立碩田中学校の校区内にある大分市立荷揚町小学校と大分市立住吉小学校とはそれぞれ約400m、約800mしか離れておらず、各々の校区において商工業地が多く就学人口も少ないため、碩田校区3校適正配置連絡協議会において、3校の中で唯一小学校として適正規模を保っていた中島小学校への統合や通学区の見直しが協議されたが、全国的に少人数学級を推進する動きなどを受け、2005年の時点で協議を一旦終結した。
しかし、2012年3月に策定された「大分市立小中学校適正配置基本計画」では、本校、荷揚町小学校、住吉小学校を統合して新設校を建設するとともに、碩田中学校との小中一貫教育の充実を図るという方向性が示された。2014年2月25日には、大分市教育委員会が、本校、荷揚町小学校、住吉小学校を統合して、碩田中学校と隣接する住吉小学校の校地に、2017年4月に施設一体型小中一貫校を開校することを決定している。2016年6月には、この新設校の種類を大分県初の義務教育学校とすること、校名を大分市立碩田学園とすることが決定された。
本校は2017年（平成29年）3月31日に閉校し、同年4月1日に大分市立碩田学園が開校した。

## 沿革
- 1924年（大正13年） - 開校[6]。
- 1945年（昭和20年）7月 - 戦災により全焼[7]。
- 1954年（昭和29年）4月 - 復旧工事完成[7]。
- 1994年（平成6年） - 本校出身の村山富市首相が訪問[8]。
- 2017年（平成29年）
  - 3月25日 - 閉校式挙行[1][2]。
  - 3月31日 - 閉校。

## 通学区域
- 中島中央一丁目～三丁目、中島西一丁目～三丁目、千代町一丁目～四丁目、住吉町一丁目・二丁目、新川町一丁目・二丁目、勢家の一部

## 周辺施設
- 大分市役所
- 大分地方裁判所
- 大分地方検察庁
- 大分税務署
- 大分中央警察署
- 大分赤十字病院
- 大分市立荷揚町小学校
- 大分東明高等学校・向陽中学校

## アクセス
- 鉄道：JR九州大分駅府内中央口（北口）から約1.2km
- バス：大分交通「日赤病院入口」停留所下車。

## 卒業生
- 村山富市 - 衆議院議員、第81代内閣総理大臣[1][8]
- 穴見陽一 - 衆議院議員、実業家[9]
- 磯崎新 - 建築家[10]
- 千代大海龍二 - 元大関[11]
- ユースケ・サンタマリア - タレント[11]